# Lobosternum
Lobosternum é um género de coleópteros da família Erotylidae.